# Capparis verticillaris
Capparis verticillaris là một loài thực vật có hoa trong họ Capparaceae. Loài này được Turcz. mô tả khoa học đầu tiên năm 1863.